# Trophée international de Formule 3 2011
Le Trophée International de Formule 3 2011 est la seule et unique saison du Trophée international de Formule 3 de la FIA, il s'est déroulé du 30 avril jusqu'au 20 novembre après 5 meetings.

## Engagés
Les engagés du trophée sont peu nombreux mais les plateaux d'autres championnats viennent s'y greffer pour certaines épreuves.
| Équipe                                                   | Pilotes                | Châssis             | Moteur              | Manches             |
| Inscrits au Trophée                                      | Inscrits au Trophée    | Inscrits au Trophée | Inscrits au Trophée | Inscrits au Trophée |
| -------------------------------------------------------- | ---------------------- | ------------------- | ------------------- | ------------------- |
| Carlin                                                   | Carlos Huertas         | Dallara F308        | Volkswagen          | Toutes              |
| Carlin                                                   | Jazeman Jaafar         | Dallara F308        | Volkswagen          | Toutes              |
| Motopark Academy                                         | Kimiya Sato            | Dallara F308        | Volkswagen          | 1–2, 4–5            |
| Prema Powerteam                                          | Daniel Juncadella      | Dallara F309        | Mercedes HWA        | Toutes              |
| Prema Powerteam                                          | Roberto Merhi          | Dallara F308        | Mercedes HWA        | Toutes              |
| Signature                                                | Daniel Abt             | Dallara F308        | Volkswagen          | Toutes              |
| Signature                                                | Carlos Muñoz           | Dallara F308        | Volkswagen          | Toutes              |
| Signature                                                | Laurens Vanthoor       | Dallara F309        | Volkswagen          | Toutes              |
| Signature                                                | Marco Wittmann         | Dallara F308        | Volkswagen          | 2–5                 |
| Autres participants, ne comptent pas pour le championnat |                        |                     |                     |                     |
| Carlin                                                   | Richard Bradley        | Dallara F308        | Volkswagen          | 2                   |
| Carlin                                                   | Tom Dillmann           | Dallara F308        | Volkswagen          | 1                   |
| Carlin                                                   | Jack Harvey            | Dallara F308        | Volkswagen          | 3                   |
| Carlin                                                   | Kevin Magnussen        | Dallara F308        | Volkswagen          | 3–5                 |
| Carlin                                                   | Felipe Nasr            | Dallara F308        | Volkswagen          | 3, 5                |
| Carlin                                                   | Rupert Svendsen-Cook   | Dallara F308        | Volkswagen          | 3–4                 |
| Double R Racing                                          | Marko Asmer            | Dallara F308        | Mercedes HWA        | 2–3, 5              |
| Double R Racing                                          | Valtteri Bottas        | Dallara F308        | Mercedes HWA        | 5                   |
| Double R Racing                                          | Pipo Derani            | Dallara F308        | Mercedes HWA        | 2–3                 |
| Double R Racing                                          | Mitch Evans            | Dallara F308        | Mercedes HWA        | 5                   |
| Double R Racing                                          | Scott Pye              | Dallara F308        | Mercedes HWA        | 3                   |
| Fortec Motorsport                                        | William Buller         | Dallara F311        | Mercedes HWA        | 3, 5                |
| Fortec Motorsport                                        | Lucas Foresti          | Dallara F311        | Mercedes HWA        | 3, 5                |
| Fortec Motorsport                                        | Fahmi Ilyas            | Dallara F311        | Mercedes HWA        | 3                   |
| Fortec Motorsport                                        | Harry Tincknell        | Dallara F311        | Mercedes HWA        | 3                   |
| Hitech Racing                                            | Pietro Fantin          | Dallara F308        | Volkswagen          | 3, 5                |
| Hitech Racing                                            | António Félix da Costa | Dallara F310        | Volkswagen          | 5                   |
| Hitech Racing                                            | Kotaro Sakurai         | Dallara F305        | Mugen-Honda         | 3                   |
| Hitech Racing                                            | Hannes van Asseldonk   | Dallara F310        | Volkswagen          | 5                   |
| Jo Zeller Racing                                         | Sandro Zeller          | Dallara F306        | Mercedes HWA        | 1                   |
| Motopark Academy                                         | Tom Dillmann           | Dallara F308        | Volkswagen          | 2                   |
| Motopark Academy                                         | Jimmy Eriksson (en)    | Dallara F308        | Volkswagen          | 1, 4–5              |
| Motopark Academy                                         | Gianmarco Raimondo     | Dallara F308        | Volkswagen          | 1                   |
| Mücke Motorsport                                         | Lucas Foresti          | Dallara F308        | Mercedes HWA        | 4                   |
| Mücke Motorsport                                         | Nigel Melker           | Dallara F308        | Mercedes HWA        | 1, 4                |
| Mücke Motorsport                                         | Felix Rosenqvist       | Dallara F308        | Mercedes HWA        | 1, 4–5              |
| Mücke Motorsport                                         | Yuhi Sekiguchi         | Dallara F308        | Mercedes HWA        | 5                   |
| Prema Powerteam                                          | Raffaele Marciello     | Dallara F308        | Mercedes HWA        | 3                   |
| Prema Powerteam                                          | Pipo Derani            | Dallara F308        | Mercedes HWA        | 4                   |
| Signature                                                | Carlos Sainz Jr.       | Dallara F309        | Volkswagen          | 5                   |
| Signature                                                | Marco Wittmann         | Dallara F308        | Volkswagen          | 1                   |
| Sino Vision Racing                                       | Adderly Fong           | Dallara F308        | Mercedes HWA        | 3, 5                |
| Sino Vision Racing                                       | Hywel Lloyd            | Dallara F308        | Mercedes HWA        | 3, 5                |
| STAR Racing Team                                         | Kuba Giermaziak        | Dallara F308        | Volkswagen          | 1                   |
| ThreeBond Racing                                         | Hironobu Yasuda        | Dallara F309        | Nissan              | 5                   |
| Toda Racing                                              | Hideki Yamauchi        | Dallara F308        | Honda               | 5                   |
| TOM'S                                                    | Richard Bradley        | Dallara F308        | Toyota              | 5                   |
| TOM'S                                                    | Alexander Sims         | Dallara F308        | Toyota              | 5                   |
| T-Sport                                                  | Yann Cunha             | Dallara F311        | Volkswagen          | 3                   |
| T-Sport                                                  | Bart Hylkema           | Dallara F311        | Volkswagen          | 3                   |
| T-Sport                                                  | Menasheh Idafar        | Dallara F311        | Volkswagen          | 3                   |
| Van Amersfoort Racing                                    | Richie Stanaway        | Dallara F308        | Volkswagen          | 5                   |
| Van Amersfoort Racing                                    | Hannes van Asseldonk   | Dallara F308        | Volkswagen          | 3                   |

## Calendrier
Le calendrier englobe des courses spéciales de F3 et des manches de Championnats.
| Manche | Manche | Date        | Événement            | Champ. | Circuit                      | Lieu          | Pays         |
| ------ | ------ | ----------- | -------------------- | ------ | ---------------------------- | ------------- | ------------ |
| 1      | C1     | 30 avril    | DTM Hockenheim I     | ES     | Circuit d'Hockenheim         | Hockenheim    | Allemagne    |
| 1      | C2     | 1er mai     | DTM Hockenheim I     | ES     | Circuit d'Hockenheim         | Hockenheim    | Allemagne    |
| 2      | GP     | 22 mai      | Grand Prix de Pau    |        | Circuit de Pau-Ville         | Pau           | France       |
| 3      | C1     | 29 juillet  | BES 24 Heures de Spa | GB     | Circuit de Spa-Francorchamps | Francorchamps | Belgique     |
| 3      | C2     | 30 juillet  | BES 24 Heures de Spa | GB     | Circuit de Spa-Francorchamps | Francorchamps | Belgique     |
| 4      | C      | 14 aout     | Masters de Formule 3 |        | Circuit de Zandvoort         | Zandvoort     | Pays-Bas     |
| 5      | C1     | 19 novembre | Grand Prix de Macao  | INT.   | Circuit de Guia              | Macao         | Macao, Chine |
| 5      | GP     | 20 novembre | Grand Prix de Macao  | INT.   | Circuit de Guia              | Macao         | Macao, Chine |

| Icône | Championnat jumelé                             |
| ----- | ---------------------------------------------- |
| ES    | Formule 3 Euro Series                          |
| GB    | Championnat de Grande-Bretagne de Formule 3    |
| INT.  | Coupe intercontinentale de Formule 3 de la FIA |

## Résumé

### Manches d'Hockenheim
Pour la première course du trophée, intégrée au meeting de la Formule 3 Euroseries, l'Espagnol Roberto Merhi obtient la pole position de la première course et Marco Wittmann celle de la deuxième (troisième dans le cadre de l'Euroseries, seules les courses 1 et 3 comptent pour le trophée).
Lors de la première course, Merhi convertit sa pole position en victoire en dominant la manche. Il est ensuite pénalisé pendant la deuxième manche pour avoir tenté un dépassement illicite, ce qui ne l'empêche pas de triompher à nouveau lors de la troisième et dernière course du week-end et deuxième course du trophée.

### Grand Prix de Pau
La classique paloise n'accueillait qu'une seule course dans le week-end dont le plateau fut garni par des équipes telles que Carlin Motorsport, habituées du Championnat britannique de F3. Cette course fut dominée par Marco Wittmann qui en plus de la pole et de la victoire, se contenta également du record du tour, le meilleur réalisé par une F3 sur le circuit dans la cité malgré une course terne et peu attrayante (manque de dépassements…).

### Manches de Spa-Francorchamps
Le toboggan des Ardennes accueillait les manches 4 & 5 du trophée avec un plateau jumelé avec la F3 Britannique (comme à Hockenheim avec l'Eurosérie, sur les 3 courses de la F3 anglaise, seules les courses 1 & 3 font partie du Trophée) en support des prestigieuses 24 Heures de Spa. La première course fut remportée par Merhi suivi par Will Buller, un habitué de la F3 GB et de Jazeman Jaafar. Le deuxième course et troisième de la F3 GB est encore remportée par Merhi devant son principal adversaire : Marco Wittmann.

### Masters de Zandvoort
Le circuit hollandais accueillait les 31e Masters de Formule 3 dont la course est perturbée par un violent accrochage entre les deux coéquipiers : Merhi et Daniel Juncadella, c'est un pilote non-inscrit au trophée qui l'emporte : le suédois Felix Rosenqvist. Cependant, la fantastique avance au championnat de Merhi permis de faire de lui le tout premier vainqueur du Trophée international avant même la dernière course !

### Grand Prix de Macao
La cité macanaise accueillait son célèbre Grand Prix dont la course qualificative fut remportée par Wittmann et la course principale par Daniel Juncadella qui termine la saison de la meilleure manière.

## Résultats
| Manche | Manche | Circuit                      | Pole Position  | Meilleur tour    | Pilote gagnant    | Équipe Gagnante  |
| ------ | ------ | ---------------------------- | -------------- | ---------------- | ----------------- | ---------------- |
| 1      | C1     | Hockenheimring               | Roberto Merhi  | Roberto Merhi    | Roberto Merhi     | Prema Powerteam  |
| 1      | C2     | Hockenheimring               | Marco Wittmann | Roberto Merhi    | Roberto Merhi     | Prema Powerteam  |
| 2      | 2      | Circuit de Pau-Ville         | Marco Wittmann | Marco Wittmann   | Marco Wittmann    | Signature        |
| 3      | C1     | Circuit de Spa-Francorchamps | Roberto Merhi  | Roberto Merhi    | Roberto Merhi     | Prema Powerteam  |
| 3      | C2     | Circuit de Spa-Francorchamps | Roberto Merhi  | Roberto Merhi    | Roberto Merhi     | Prema Powerteam  |
| 4      | 4      | Circuit de Zandvoort         | Roberto Merhi  | Felix Rosenqvist | Felix Rosenqvist  | Mücke Motorsport |
| 5      | CQ     | Circuit de Guia              | Marco Wittmann | Roberto Merhi    | Marco Wittmann    | Signature        |
| 5      | GP     | Circuit de Guia              | Marco Wittmann | Marco Wittmann   | Daniel Juncadella | Prema Powerteam  |

## Classements

### Classement Pilotes
| Position        | Pilotes                | HOC | HOC | PAU | SPA | SPA | ZAN | MAC | MAC | Points |
| --------------- | ---------------------- | --- | --- | --- | --- | --- | --- | --- | --- | ------ |
| 1               | Roberto Merhi          | 1   | 1   | 2   | 1   | 1   | DSQ | 3   | Ret | 133    |
| 2               | Marco Wittmann         | 2   | 2   | 1   | 11  | 2   | 2   | 1   | 3   | 101    |
| 3               | Daniel Juncadella      | 6   | 4   | 3   | 8   | Ret | Ret | 6   | 1   | 72     |
| 4               | Daniel Abt             | 4   | 6   | 4   | 14  | 13  | 6   | 8   | Ret | 44     |
| 5               | Laurens Vanthoor       | 3   | 15  | Ret | 17  | 4   | 7   | 7   | Ret | 39     |
| 6               | Carlos Muñoz           | 8   | 9   | 5   | 4   | Ret | Ret | Ret | Ret | 26     |
| 7               | Jazeman Jaafar         | 10  | 11  | 11  | 3   | 12  | 10  | 17  | 8   | 21     |
| 8               | Carlos Huertas         | 11  | 12  | 9   | 10  | 9   | 11  | 5   | 13  | 15     |
| 9               | Kimiya Sato            | Ret | 10  | 8   |     |     | 12  | 9   | 12  | 7      |
| Pilotes invités |                        |     |     |     |     |     |     |     |     |        |
|                 | Felix Rosenqvist       | 5   | 3   |     |     |     | 1   | 21  | Ret | 0      |
|                 | Felipe Nasr            |     |     |     | 9   | 7   |     | 2   | 2   | 0      |
|                 | William Buller         |     |     |     | 2   | 3   |     | 13  | 6   | 0      |
|                 | Kevin Magnussen        |     |     |     | 7   | 8   | 3   | 19  | 14  | 0      |
|                 | Nigel Melker           | 7   | 5   |     |     |     | 4   |     |     | 0      |
|                 | Yuhi Sekiguchi         |     |     |     |     |     |     | 12  | 4   | 0      |
|                 | Valtteri Bottas        |     |     |     |     |     |     | 4   | Ret | 0      |
|                 | Rupert Svendsen-Cook   |     |     |     | 6   | 14  | 5   |     |     | 0      |
|                 | Hannes van Asseldonk   |     |     |     | 12  | Ret |     | 10  | 5   | 0      |
|                 | Jack Harvey            |     |     |     | 5   | 10  |     |     |     | 0      |
|                 | Raffaele Marciello     |     |     |     | Ret | 5   |     |     |     | 0      |
|                 | Marko Asmer            |     |     | 7   | Ret | 6   |     | 18  | 19  | 0      |
|                 | Pipo Derani            |     |     | 6   | 18  | Ret | Ret |     |     | 0      |
|                 | Lucas Foresti          |     |     |     | 13  | 11  | 8   | 14  | 7   | 0      |
|                 | Jimmy Eriksson (en)    | 9   | 7   |     |     |     | 9   | Ret | DNS | 0      |
|                 | Tom Dillmann           | 12  | 8   | Ret |     |     |     |     |     | 0      |
|                 | Richard Bradley        |     |     | 10  |     |     |     | Ret | 9   | 0      |
|                 | Adderly Fong           |     |     |     | 21  | 22  |     | Ret | 10  | 0      |
|                 | Hideki Yamauchi        |     |     |     |     |     |     | 11  | 15  | 0      |
|                 | Pietro Fantin          |     |     |     | 19  | DSQ |     | Ret | 11  | 0      |
|                 | Sandro Zeller          | 13  | 13  |     |     |     |     |     |     | 0      |
|                 | Kuba Giermaziak        | 14  | Ret |     |     |     |     |     |     | 0      |
|                 | Gianmarco Raimondo     | Ret | 14  |     |     |     |     |     |     | 0      |
|                 | Hywel Lloyd            |     |     |     | 15  | Ret |     | 16  | 16  | 0      |
|                 | Scott Pye              |     |     |     | 16  | 15  |     |     |     | 0      |
|                 | Richie Stanaway        |     |     |     |     |     |     | 15  | Ret | 0      |
|                 | Harry Tincknell        |     |     |     | 22  | 16  |     |     |     | 0      |
|                 | Carlos Sainz Jr.       |     |     |     |     |     |     | 20  | 17  | 0      |
|                 | Bart Hylkema           |     |     |     | Ret | 17  |     |     |     | 0      |
|                 | Fahmi Ilyas            |     |     |     | 20  | 18  |     |     |     | 0      |
|                 | Alexander Sims         |     |     |     |     |     |     | DNS | 18  | 0      |
|                 | Menasheh Idafar        |     |     |     | Ret | 19  |     |     |     | 0      |
|                 | Yann Cunha             |     |     |     | 23  | 20  |     |     |     | 0      |
|                 | Kotaro Sakurai         |     |     |     | 24  | 21  |     |     |     | 0      |
|                 | Mitch Evans            |     |     |     |     |     |     | 22  | Ret | 0      |
|                 | António Félix da Costa |     |     |     |     |     |     | Ret | Ret | 0      |
|                 | Hironobu Yasuda        |     |     |     |     |     |     | Ret | Ret | 0      |